# The Wolf Among Us
The Wolf Among Us je mysteriózní adventura rozdělená na epizody, vytvořená společností Telltale Games na motivy komiksové série Fables od Billa Willinghama, k níž slouží jako prequel.

## Hratelnost a děj
Hra se skládá z pěti epizod. Ty byly vydány v průběhu roku 2013 a 2014. V listopadu 2014 byly zpřístupněny verze pro konzole PlayStation 3, PlayStation 4, PlayStation Vita, Xbox 360 a Xbox One.
Hráč ovládá šerifa Fabletownu Bigbyho Wolfa. Samotný Fabletown je tajná komunita v New Yorku, kterou tvoří různé fantastické postavy z pohádek a folklóru. Wolf musí vyšetřit sérii záhadných vražd, které se ve Fabletownu staly. Celý příběh se odehrává v 80. letech 20. století.

## Pokračování
V červenci 2017 studio Telltale oznámilo, že pokračování The Wolf Among Us bude vydáno v roce 2018. Nakonec studio v roce 2018 z finančních důvodů ukončilo činnost a jeho majetek převzala společnost LCG Entertainment. Jednou z prvních her společnosti, podnikající pod názvem Telltale Games, bude pokračování The Wolf Among Us 2, které bylo oznámeno v prosinci 2019.